# Мухамедов, Сабир Мухамедович
Сабир Мухамедович Мухамедов (25 мая 1912, Ташкент, Российская империя — 12 апреля 1978) — советский и узбекский переводчик, писатель, режиссёр и сценарист, Член Союза писателей СССР.

## Биография
Родился 25 мая 1912 года в Ташкенте. В 1925 году поступил в Узбекский институт просвещения, который он окончил в 1929 году. На момент поступления ему было всего лишь 13 лет, благодаря его успеваемости, школу он окончил досрочно. Сразу же после окончания переехал в Москву и поступил во ВГИК, который он также успешно окончил. Начиная с 1931 года вошёл в состав хроникальной студии в качестве режиссёра и заместителя директора. В 1933 году устроился на работу в НИИ языка и литературы, где он до 1935 года занимал должность учёного секретаря. В 1938 году переехал в Баку и вошёл в состав Бакинской киностудии, где он заведовал сценарным отделом, а также занимал должность консультанта. С 1957 по 1978 год занимал должности заместителя министра культуры Узбекской ССР, а затем начальника главка. В качестве писателя написал свыше 100 произведений.
Скончался 12 апреля 1978 года.

## Фильмография

### Сценарист
- 1941 — Фильм-концерт
- 1957 — По путёвке Ленина
- 1960 — Хамза
- 1969 — Минувшие дни
- 1971 —
  - Верные друзья
  - Порыв
- 1973 — Побег из тьмы